# Günther Domenig
Günther Domenig (Klagenfurt, 6 luglio 1934 – Graz, 15 giugno 2012) è stato un architetto austriaco.
Introdusse in Austria uno stile zoomorfo espressionista, che spicca nella sua abitazione detta Steinhaus (1996), sull'Ossiacher See, considerata anche il suo capolavoro. Fu tra i fondatori della scuola di Graz.
La sua carriera iniziò negli anni sessanta all'insegna della corrente architettonica brutalista.

## Galleria d'immagini

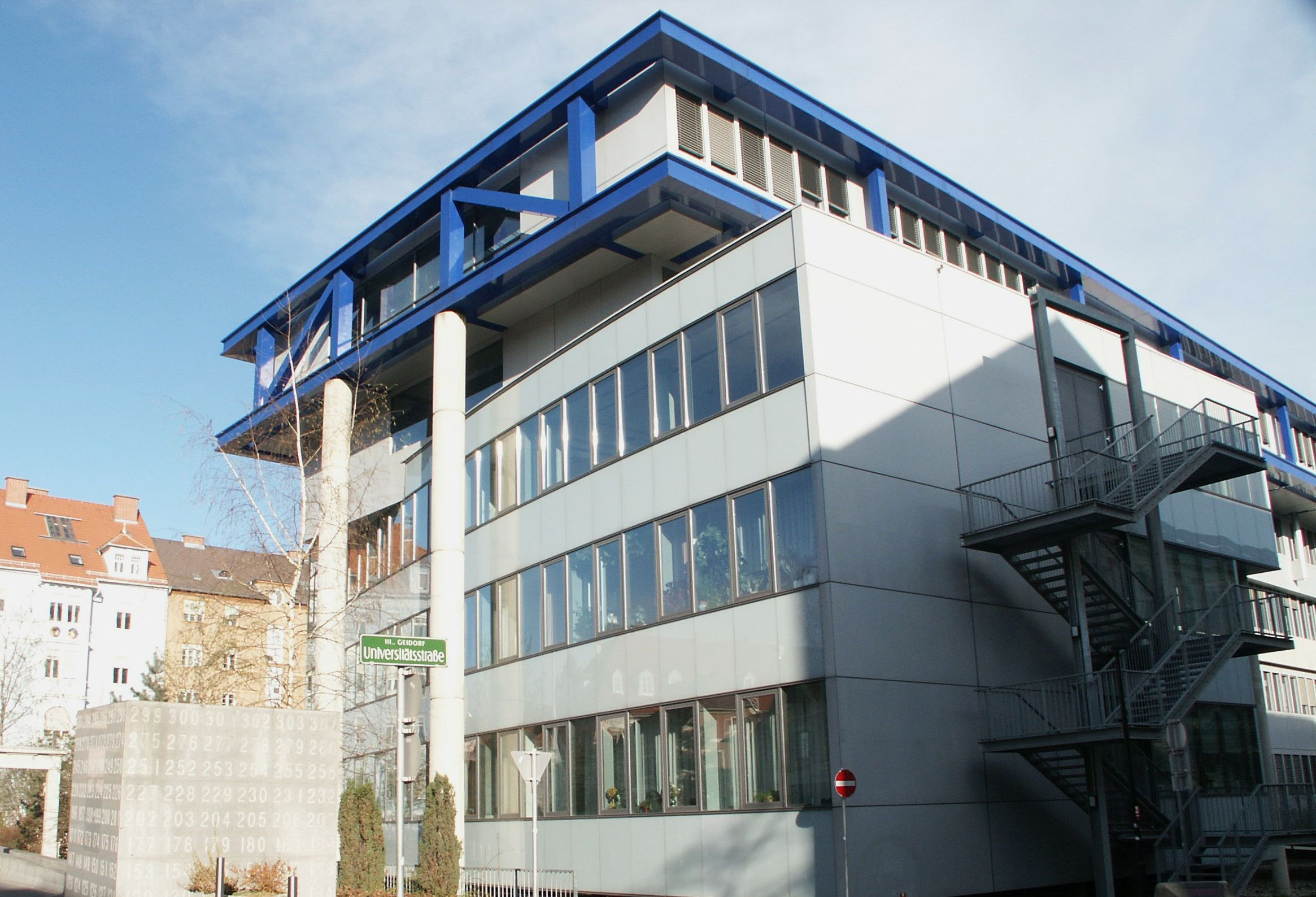
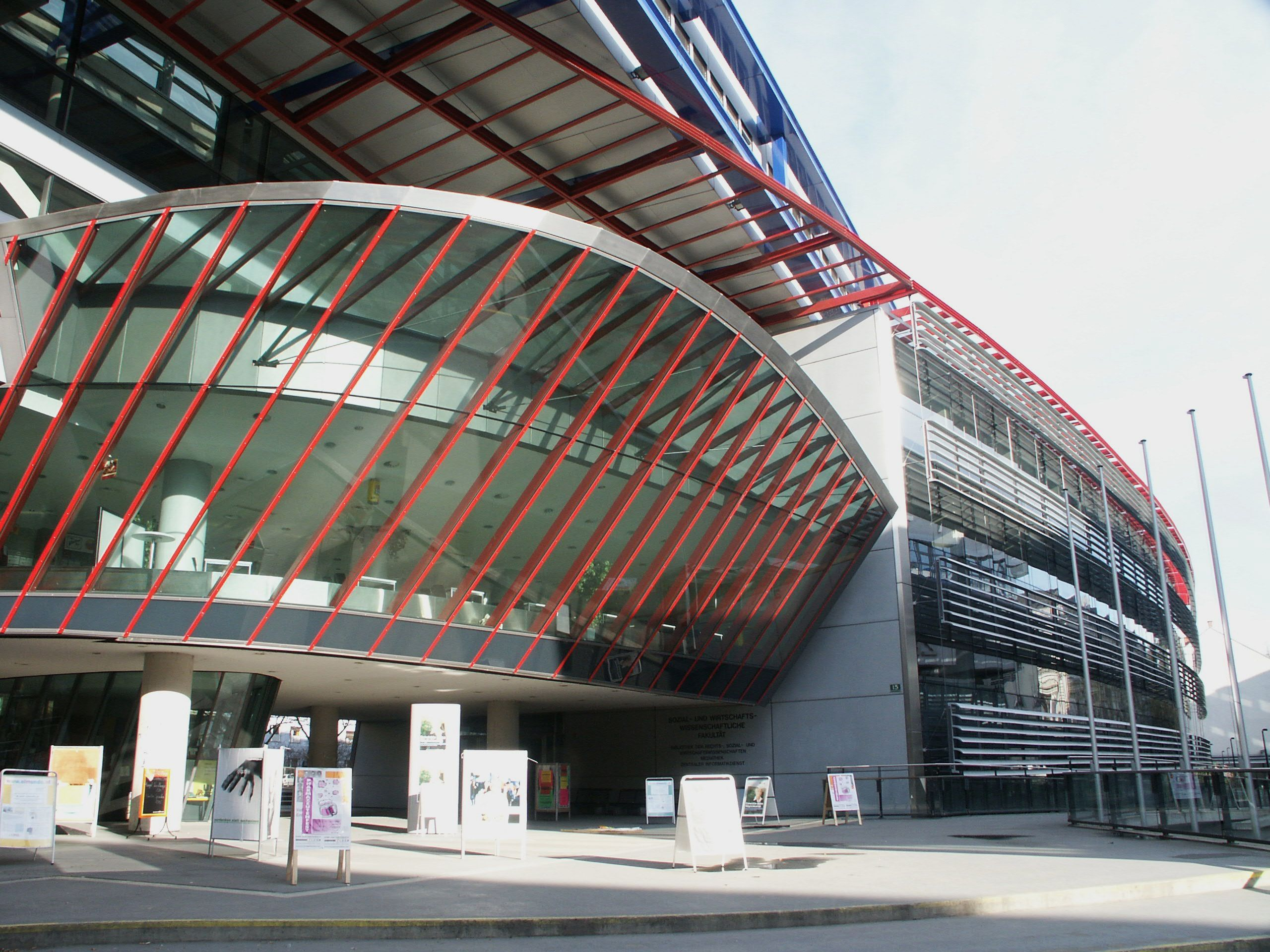
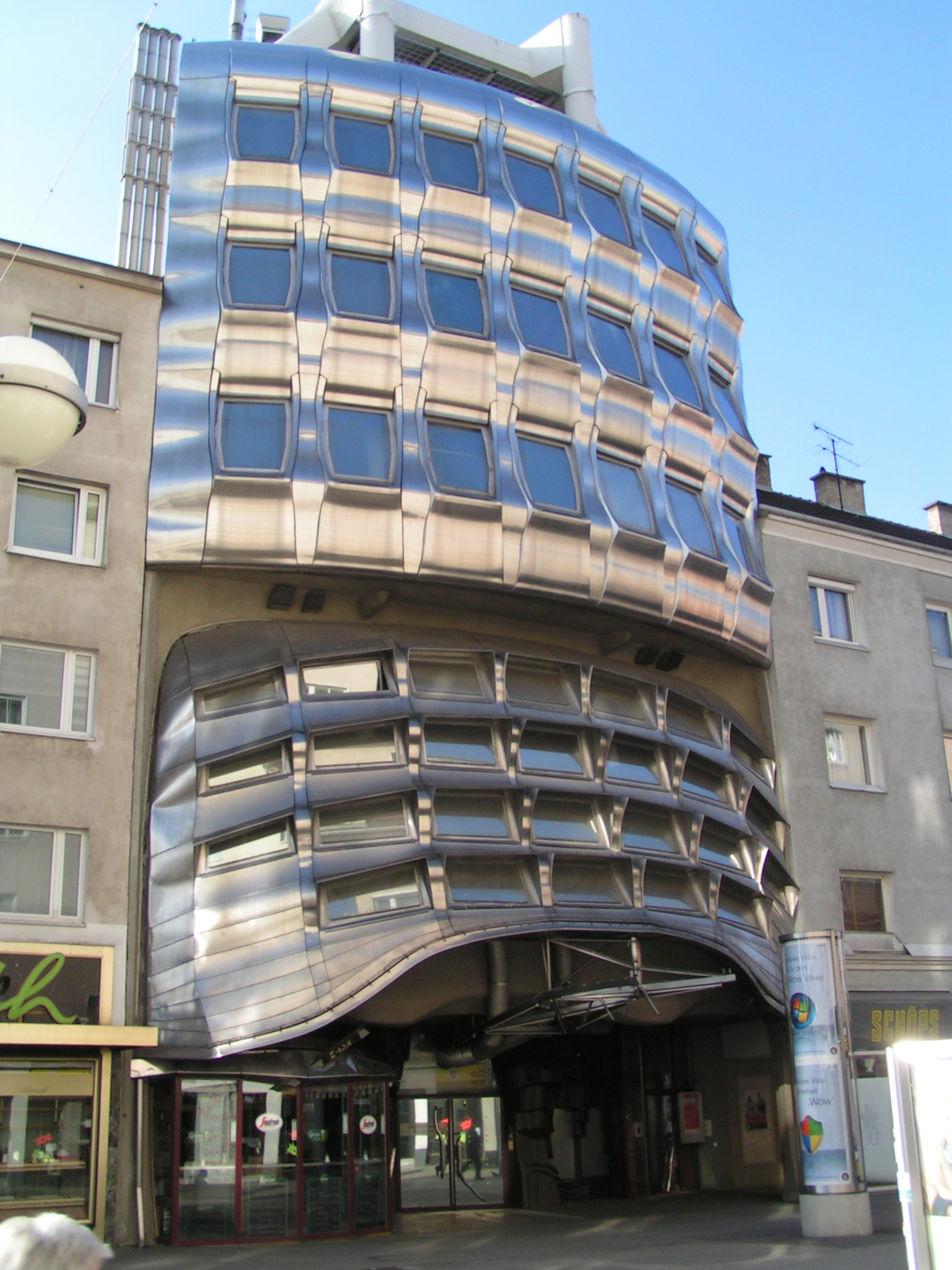
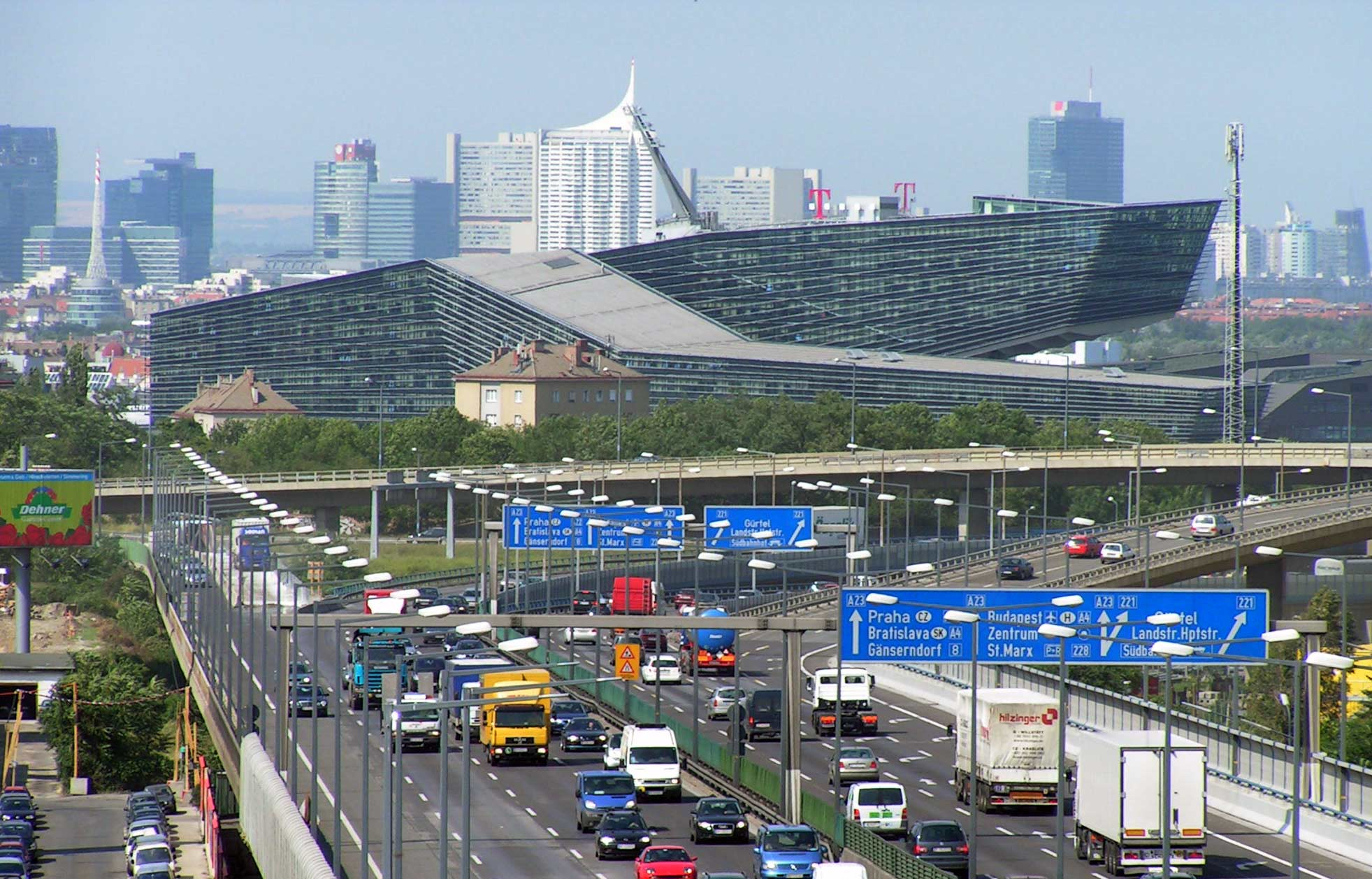
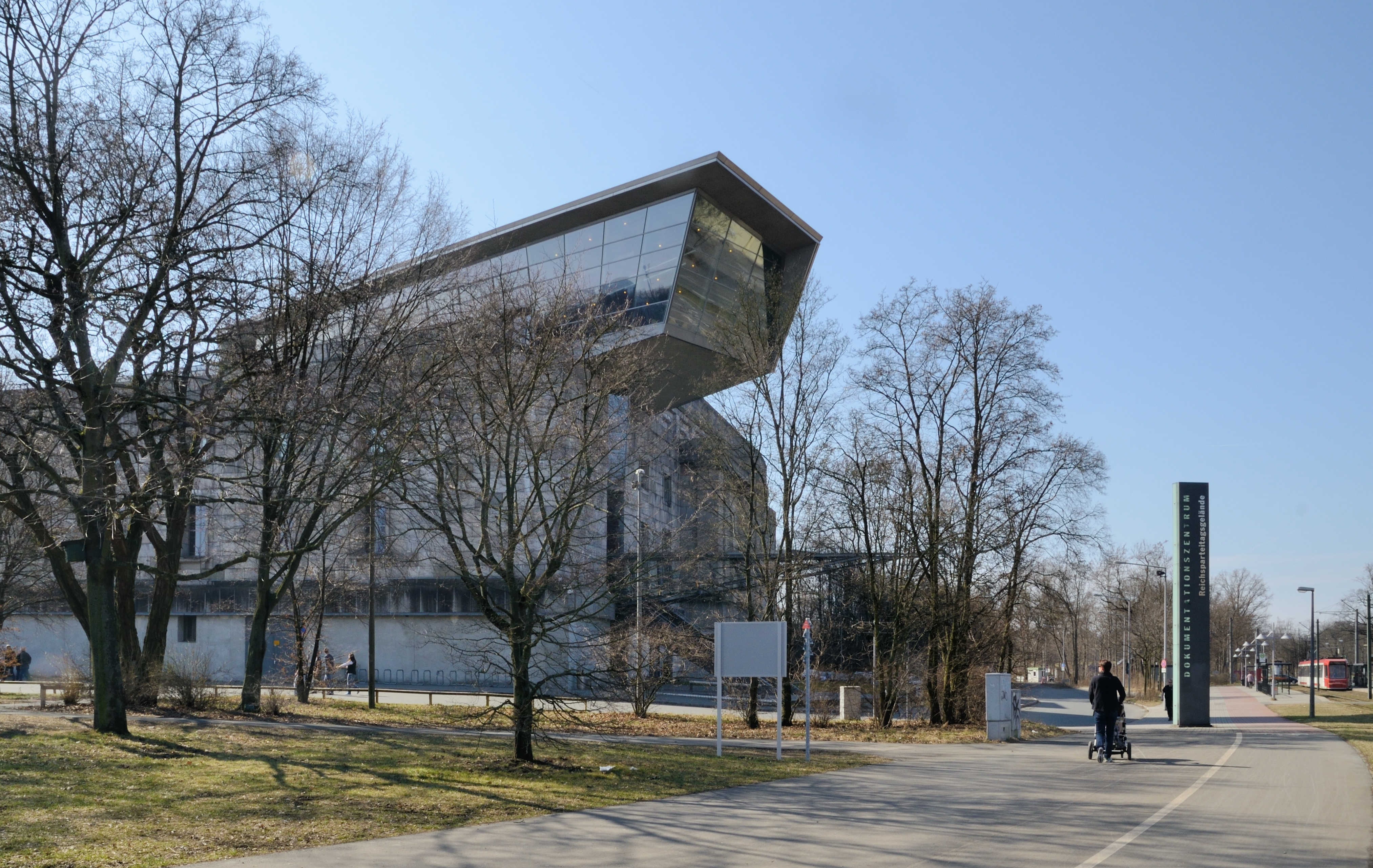
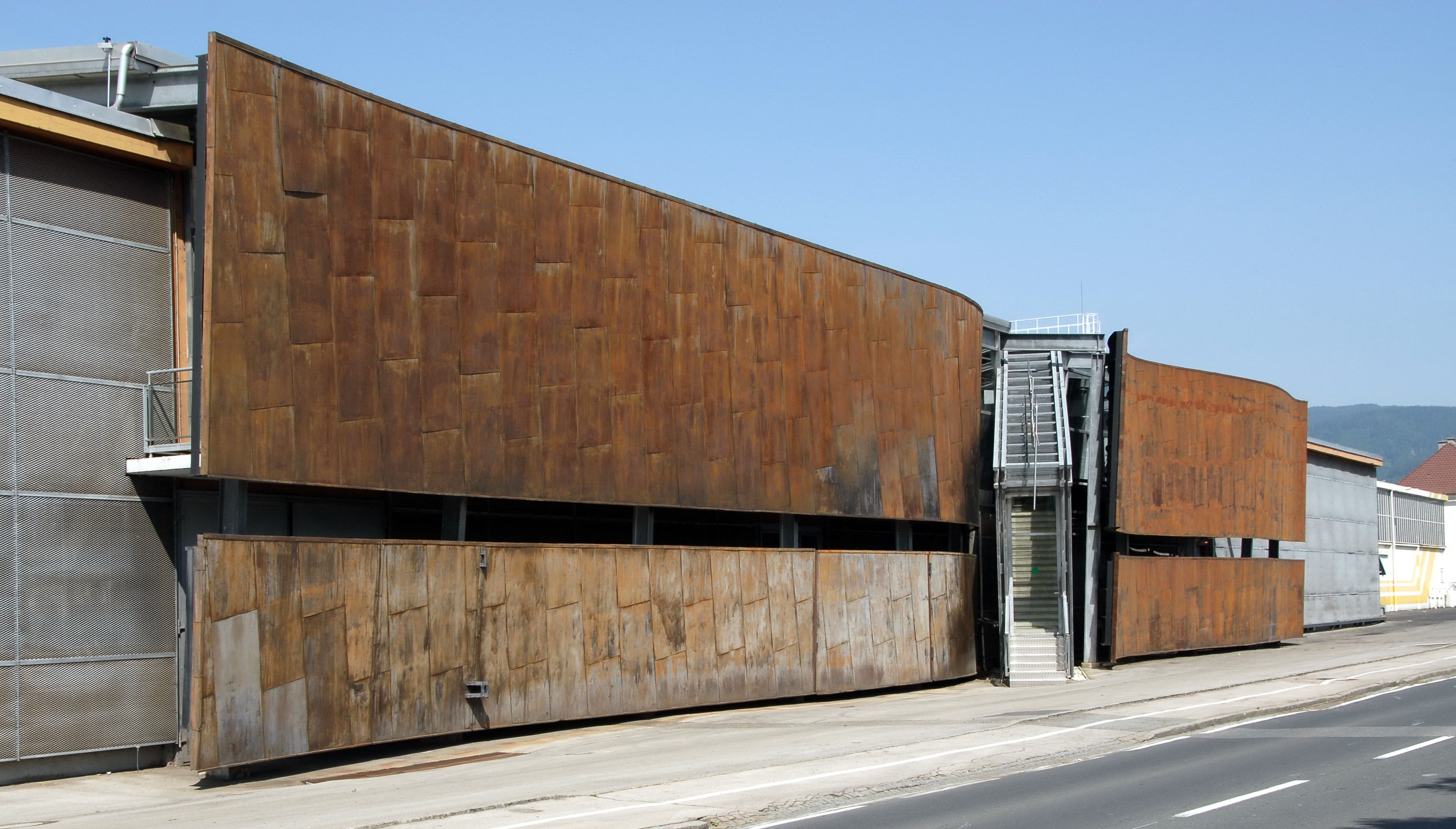
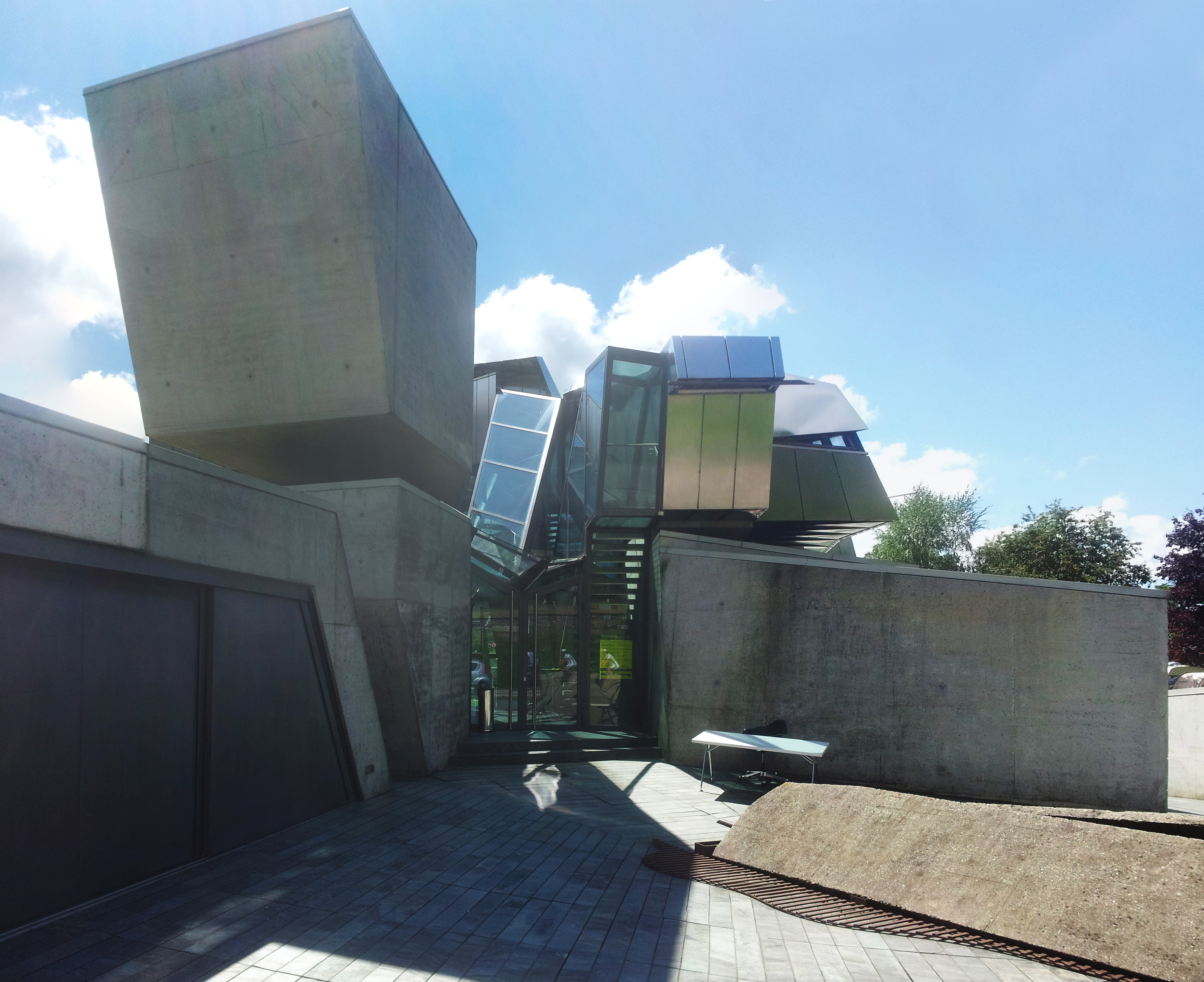
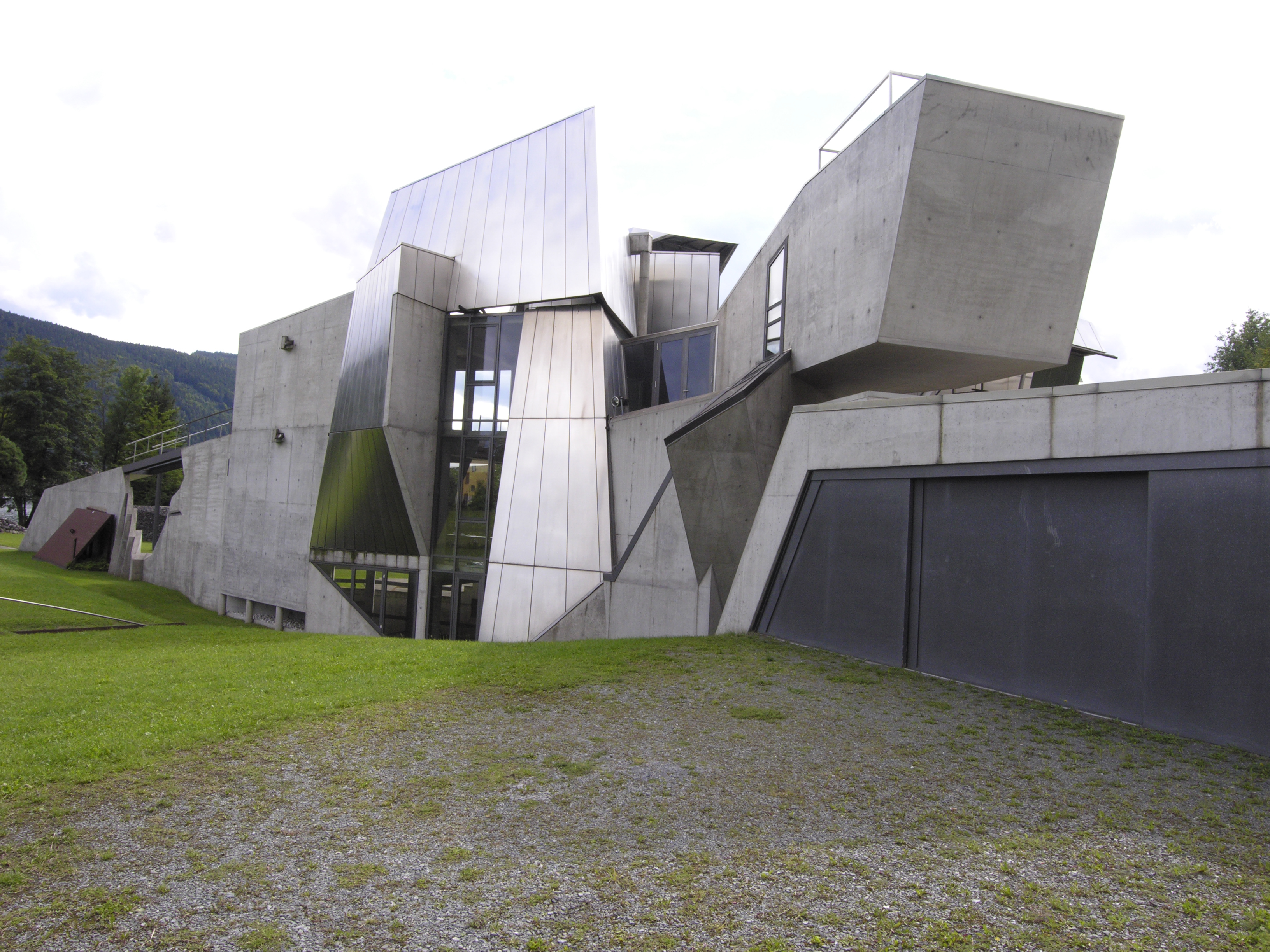